# Illana Katz
Illana Paulette Katz (New York, 1946. május 30. -) blues-hegedűs, énekes, dalszerző, regényíró, gyerekkönyv-író, forgatókönyvíró, esszéíró, akvarellfestő.
Kaliforniában szerzett diplomát 1977-ben. A „Real Life Storybooks Könyvkiadó” alapítója, írója és előadója. Ez a kiadó a speciális igényű gyerekeknek szóló mesekönyvek kiadója.
Az 1980-as évek végén megjelent hírek hatására, miszerint a fia, Seth autista, Katz elkezdett oktatni az autizmusról. Miután 1993-ban megírta Joey és Sam: Szívmelengető történetet az autizmusról, a családról és a testvérszerelemről, a körülmények arra késztették Katzt, hogy 1994-ben megírja a Sarah-t, a gyermekmolesztálásról szóló könyvet.
1995-re Katz és munkatársa, az UCLA professzora, Edward Ritvo elegendő anyagot gyűjtött össze 1995-ös In a World of His Own: A Storybook About Albert Einstein című könyvük megírásához, amelyben arra a következtetésre jutottak, hogy Einstein valóban autista volt.
Katz továbbra is a speciális szükségletű emberekről szóló szakmában dolgozik.

## Dalaiból
- In My Mind
- Well Well Blues
- Forevermore
- Downtown With The Devil
- Nine Souls
- Sweet to Mama
- Baby, Please Don't Go
- Crawling King Snake

## Könyvek
- World of His Own: A Storybook About Albert Einstein
- Show Me Where It Hurts (Real Life Storybooks)
- Joey and Sam: A Heartwarming Storybook About Autism, a Family, and a Brother's Love
- Hungry Mind-Hungry Body: Childhood Obesity (Real Life Storybooks)
- Social Facilitation in Action: A Behavioral Intervention Therapy for Individuals With Autism, Asperger's Syndrome, and Other Related Syndromes

## Díjak
Award of Excellence Irwin Award